# Municipio de Drammen
El municipio de Drammen (en inglés: Drammen Township) es un municipio ubicado en el condado de Lincoln en el estado estadounidense de Minnesota. En el año 2010 tenía una población de 118 habitantes y una densidad poblacional de 1,18 personas por km².

## Geografía
El municipio de Drammen se encuentra ubicado en las coordenadas 44°20′7″N 96°23′35″O / 44.33528, -96.39306. Según la Oficina del Censo de los Estados Unidos, el municipio tiene una superficie total de 100.21 km², de la cual 100,04 km² corresponden a tierra firme y (0,17 %) 0,17 km² es agua.

## Demografía
Según el censo de 2010, había 118 personas residiendo en el municipio de Drammen. La densidad de población era de 1,18 hab./km². De los 118 habitantes, el municipio de Drammen estaba compuesto por el 96,61 % blancos, el 0,85 % eran amerindios, el 2,54 % eran de otras razas. Del total de la población el 2,54 % eran hispanos o latinos de cualquier raza.